# Willa „Leśniczówka” Ludwika Heinzla w Łodzi
Willa „Leśniczówka” Ludwika Heinzla – willa letnia Ludwika Heinzla, wybudowana w 1896 r. w Łodzi. Znajduje się przy ul. Studenckiej 2/4 na terenie Arturówka w Łodzi.

## Historia
Obiekt został zrealizowany w 1896 r. dla Ludwika Heinzla, dziedzica Arturówka i dóbr Łagiewnickich. Pełnił funkcję letniej rezydencji Heinzlów. Po II wojnie światowej w budynku był zlokalizowany akademik oraz placówka Ochotniczej Rezerwy Milicji Obywatelskiej (ORMO). W 1976 r. willę przejął Wojewódzki Ośrodek Sportu i Rekreacji, który w 1982 r. sprzedał ją prywatnemu inwestorowi, a ten następnie utworzył w niej Hotel „Daria”. Budynek pojawił się w zrealizowanym w 2001 r. filmie  „Reich” Władysława Pasikowskiego.

## Architektura
Budynek jest przedstawicielem architektury historyzującej – eklektycznej. Został wzniesiony na planie prostokąta, a w jego zachodnim narożniku znajduje się wieżyczka na planie kwadratu. Willa ma 2 kondygnacje oraz wysoki mansardowy, dwuspadowy dach, posiadający lukarny na obu połaciach. Na terenie posesji zlokalizowane są również zabytkowe stajnie, przynależące do willi.